# Jeux d'été (film, 2011)
Pour l’article homonyme, voir Jeux d'été.
Jeux d'été (Giochi d'estate) est un film suisse en langue italienne réalisé par Rolando Colla et sorti en 2011. Le film fut présenté en avant-première à la Mostra de Venise 2011 puis fut sélectionné pour représenter la Suisse pour l'Oscar du meilleur film en langue étrangère à la 84e cérémonie des Oscars mais ne fut pas retenu.

## Synopsis
Nic, adolescent, et son petit frère Agostino passent une dizaine de jours de vacances dans un terrain de camping en Maremme avec leur père. Leur mère, vivant des relations difficiles avec le père qui est violent, les rejoint. Nic rencontre Marie et sa jeune sœur Patty, les premiers contacts sont difficiles, une bagarre éclate entre Nic et Lee, le fils de l'épicier du camping, mais intrigué et séduit par Marie, Nic présente ses excuses et entre dans la petite bande. Marie est perturbée, à la recherche de son père à propos duquel sa mère cache un secret.
Les enfants se retrouvent à diverses occasions, investissant un hangar abandonné dans la campagne où ils instaurent un jeu un peu pervers qui dérape parfois en sévices ou en occasions manquées de déclaration d'amour de Nic envers Marie. Cette dernière s'attache à Nic mais tant qu'elle n'aura pas réglé le mystère qui entoure son père absent, elle repousse inexplicablement les avances de Nic.
Dans la famille de Nic, les relations sont difficiles entre Vincenzo, le père violent et imprévisible et Adriana la mère qui n'arrive pas à tirer un trait définitif sur son couple et les enfants sont pris en étau, Nic finit par se rebeller contre son père. Les vacances se terminent et toutes ces péripéties, durant lesquelles Nic et Marie auront subi une grande tension psychologique, resteront des Jeux d'été.

## Fiche technique
- Titre : Jeux d'été
- Titre original : Giochi d'estate
- Réalisation : Rolando Colla
- Scénario : Rolando Colla, Roberto Scarpetti
- Dialogues :
- Photographie :
- Son :
- Montage :
- Pays d'origine :  Suisse
- Société de production :
- Tournage extérieur : Marina di Grosseto, Castiglione della Pescaia, Follonica, Gavorrano, Porto Santo Stefano, Monte Argentario
- Format : Couleur
- Genre : Comédie dramatique
- Durée : 101 minutes
- Date de sortie :

## Distribution
- Armando Condolucci (VF : Titouan Guillemot) : Nic
- Fiorella Campanella (VF : elle-même) : Marie
- Alessia Barela (VF : Marie Donnio) : Adriana
- Antonio Merone (VF : Jérémie Covillault) : Vincenzo
- Marco D'Orazi (VF : Louis Dussol) : Agostino
- Francesco Huang (VF : Orfeo Campanella) : Lee
- Chiara Scolari (VF : Anita Gabay) : Patty
- Roberta Fossile (VF : Jeanne Savary) : Irene, la mère de Marie
- Aaron Hitz (VF : Julien Sibre) : Moritz
- Monica Cervini (VF : Anneliese Fromont) : Paola
- Giorgio Gobbi (VF : Pascal Montsegur) : le directeur du camping
- ? (VF : Richard Leroussel) : le caissier
- ? (VF : Christiane Ludot) : la femme
- ? (VF : Nastassja Girard) : la sœur de Lee
- ? (VF : Jean-Jacques Moreau) : le paysan

 Source et légende : version française (VF) sur RS Doublage et selon le carton du doublage français sur le DVD zone 2.